# 荀庚
荀庚（？—？），子姓，中行氏，名庚，谥宣，又称中行伯、中行宣子，是荀林父的儿子，逝敖之孙，晋国上军将、中军佐。

## 为卿
荀庚出任六卿的时间并无记载，孔颖达推测荀庚于前593年担任上军佐，前592年递升为上军将。

## 士燮让功
前588年，晋国中军将郤克、上军佐士燮和下军将栾书率军参与鞌之战。得胜回国后，三卿觐见晋景公，晋景公慰劳他们。士燮将功劳归功于未参战的上军将荀庚和主将郤克。

## 聘鲁
前588年冬季十一月，晋景公派荀庚前往鲁国聘问，同时重温过去的盟约。卫定公派遣孙良夫前往鲁国聘问并重温过去的盟约。鲁成公向臧宣叔询问说：“中行伯是晋国上军将，在六卿中位次排列第三；孙子在卫国众卿中位居上卿，应该让谁在前？”臧宣叔回答说：“次国的上卿相当于大国的中卿，中卿相当于大国的下卿，下卿相当于大国的上大夫。小国的上卿相当于大国的下卿，中卿相当于大国的上大夫，下卿相当于大国的下大夫。位次的上下如此，这是古代的制度。卫国对晋国来说，不能算是次国。晋国是盟主，晋国应该先行礼。”十一月二十八日，鲁国和晋国结盟；二十九日，鲁国和卫国结盟。

## 救郑
前585年，因为郑国的背叛，楚国令尹子重率兵讨伐，晋国的中军将栾书救援郑国，与楚军在绕角相遇。楚军退回国内，晋军就侵袭蔡国。楚国的公子申、公子成以申、息两地的军队救援蔡国，在桑隧抵御晋军。赵同和赵括想要出战，就向栾书请战，栾书打算答应，荀首、士燮、韩厥三人反对出战，包括荀庚在内的其他将佐则都想一战，栾书最终采纳了荀首他们的意见，班师回军。

## 麻隧之战
秦桓公已经和晋厉公在令狐结盟，却又召来狄人和楚人，要引导他们进攻晋国。前578年五月，晋国发动诸侯联军进攻秦国，栾书为中军将，荀庚为中军佐；士燮为上军将，郤锜为上军佐；韩厥为下军将，荀罃为下军佐；赵旃为新军将，郤至为新军佐。五月初四，晋军率领诸侯的军队和秦军在麻隧作战，秦军大败，秦国的成差和不更女父被俘。

## 赵武之见
约在前578年5月至前575年6月之间，赵武举行了冠礼，之后，他按次序拜见了晋国的八卿，去见荀庚时，荀庚对他说：“美啊！可惜我老了。”

## 去世
前575年6月之前，荀庚去世，他的儿子荀偃继承了荀庚的卿位，中军佐的职务则由士燮继承。